# Giez (Alta Savoia)
Giez és un municipi francès situat al departament de l'Alta Savoia i a la regió d'Alvèrnia-Roine-Alps. L'any 2007 tenia 608 habitants.

## Demografia

### Població
El 2007 la població de fet de Giez era de 608 persones. Hi havia 227 famílies de les quals 51 eren unipersonals (28 homes vivint sols i 23 dones vivint soles), 74 parelles sense fills, 88 parelles amb fills i 14 famílies monoparentals amb fills.
La població ha evolucionat segons el següent gràfic:
Habitants censats

### Habitatges
El 2007 hi havia 289 habitatges, 240 eren l'habitatge principal de la família, 22 eren segones residències i 27 estaven desocupats. 223 eren cases i 64 eren apartaments. Dels 240 habitatges principals, 178 estaven ocupats pels seus propietaris, 57 estaven llogats i ocupats pels llogaters i 6 estaven cedits a títol gratuït; 7 tenien una cambra, 10 en tenien dues, 38 en tenien tres, 54 en tenien quatre i 130 en tenien cinc o més. 214 habitatges disposaven pel capbaix d'una plaça de pàrquing. A 97 habitatges hi havia un automòbil i a 129 n'hi havia dos o més.

### Piràmide de població
La piràmide de població per edats i sexe el 2009 era:
| Homes | Edats   | Dones |
| ----- | ------- | ----- |
| 0     | 95 o +  | 0     |
| 0     | 90 a 94 | 4     |
| 0     | 85 a 89 | 0     |
| 4     | 80 a 84 | 0     |
| 8     | 75 a 79 | 16    |
| 4     | 70 a 74 | 4     |
| 8     | 65 a 69 | 12    |
| 12    | 60 a 64 | 8     |
| 0     | 55 a 59 | 0     |
| 28    | 50 a 54 | 12    |
| 32    | 45 a 49 | 16    |
| 16    | 40 a 44 | 28    |
| 12    | 35 a 39 | 24    |
| 16    | 30 a 34 | 8     |
| 20    | 25 a 29 | 20    |
| 16    | 20 a 24 | 12    |
| 16    | 15 a 19 | 8     |
| 8     | 10 a 14 | 24    |
| 8     | 5 a 9   | 4     |
| 12    | 0 a 4   | 12    |

## Economia
El 2007 la població en edat de treballar era de 408 persones, 303 eren actives i 105 eren inactives. De les 303 persones actives 284 estaven ocupades (159 homes i 125 dones) i 18 estaven aturades (10 homes i 8 dones). De les 105 persones inactives 37 estaven jubilades, 37 estaven estudiant i 31 estaven classificades com a «altres inactius».

### Ingressos
El 2009 a Giez hi havia 218 unitats fiscals que integraven 564 persones, la mediana anual d'ingressos fiscals per persona era de 19.658 €.

### Activitats econòmiques
Dels 47 establiments que hi havia el 2007, 1 era d'una empresa de fabricació de material elèctric, 8 d'empreses de fabricació d'altres productes industrials, 9 d'empreses de construcció, 12 d'empreses de comerç i reparació d'automòbils, 4 d'empreses d'hostatgeria i restauració, 2 d'empreses d'informació i comunicació, 3 d'empreses immobiliàries, 4 d'empreses de serveis, 2 d'entitats de l'administració pública i 2 d'empreses classificades com a «altres activitats de serveis».
Dels 13 establiments de servei als particulars que hi havia el 2009, 1 era un taller de reparació d'automòbils i de material agrícola, 1 establiment de lloguer de cotxes, 2 paletes, 2 guixaires pintors, 3 fusteries, 1 lampisteria, 1 perruqueria i 2 restaurants.
Dels 3 establiments comercials que hi havia el 2009, 2 eren botigues de roba i 1 una botiga de roba.
L'any 2000 a Giez hi havia 4 explotacions agrícoles.

## Equipaments sanitaris i escolars
El 2009 hi havia una escola elemental.

## Poblacions més properes
El següent diagrama mostra les poblacions més properes.